# أرييل نوغيرا
أرييل أوغوستو نوغيرا (بالبرتغالية: Ariel Augusto Nogueira‏) الشهير باسم أرييل (22 فبراير 1910 - تاريخ الوفاة غير معلوم) لاعب كرة قدم برازيلي راحل كان يجيد اللعب في خط الدفاع.
لعب طوال مسيرته الرياضية في أندية هيلينيكو (1927) بيتروبوليتانو (1927-1929) بوتافوغو (1929-1934).
مثل منتخب البرازيل في مباراة واحدة (1934). شارك مع منتخب البرازيل في بطولة كأس العالم 1934 في إيطاليا حيث خرج من الدور الثمن النهائي.

## وصلات خارجية
- أرييل نوغيرا على موقع ناشيونال فوتبول تيمز (الإنجليزية)
- أرييل نوغيرا على موقع Soccerway.com (الإنجليزية)
- أرييل نوغيرا على موقع عالم كرة القدم.نت (الإنجليزية)

- سيرة ذاتية